# Józefin (powiat łęczyński)
Józefin – kolonia w Polsce położona w województwie lubelskim, w powiecie łęczyńskim, w gminie Cyców.
W latach 1975–1998 miejscowość należała administracyjnie do województwa chełmskiego.
Wieś położona w promieniu 1 kilometra na wschód od kopalni Bogdanka.

## Historia
Słownik geograficzny Królestwa Polskiego z roku 1882 wymienia Józefin jako folwark w gminie Cyców parafii Puchaczów.
Według spisu powszechnego z roku 1921 kolonia Józefin w gminie Cyców posiadała 12 domów zamieszkałych przez 122 mieszkańców, z liczby tej 41 osób podało narodowość niemiecką a 3 osoby rusińską.